# Torino
Torino (narečno piemontsko, zastarelo/nestandardizirano slovensko in v več neitalijanskih jezikih Turin [tyˈɾiŋ]; latinsko Taurinum) je mesto in pomembno poslovno in kulturno središče v severni Italiji, glavno mesto dežele Piemont, je bil prvo glavno mesto Italije. Mesto se nahaja predvsem na zahodnem bregu reke Pad, pred dolino Susa in je obkroženo z zahodnim alpskim lokom in s hribovjem Superga. Ima okoli 850.000 prebivalcev (2021), medtem ko v urbanem območju Torina po ocenah Eurostata živi 1,7 milijona ljudi. Metropolitansko območje mesta Torino ima po ocenah OECD 2,2 milijona prebivalcev.
Torino skupaj z Milanom in Genovo tvori veliki industrijski trikotnik Severne Italije. V Torinu ima svoj sedež avtomobilska znamka Fiat, od tod pa prihaja tudi najuspešnejši nogometni klub v zgodovini italijanske nogometne lige (Serie A) - Juventus. Leta 2006 je bil Torino gostitelj zimskih olimpijskih iger, v maju pa je gostil še šahovsko olimpijado. 

## Zgodovina

### Antični izvor
Taurini so bili po staro keltsko-ligursko alpsko ljudstvo, ki je zasedalo zgornjo dolino reke Pad, v centru sodobnega Piemonta.
Leta 218 pred našim štetjem jih je napadel Hanibal, ko se je povezal z njihovimi dolgoletnimi sovražniki Insubri. Taurinsko glavno mesto (Taurasia) so zasedle Hanibalove sile po tridnevnem obleganju.  Kot ljudstvo so redko omenjeni v zgodovini. Domneva se, da je bila rimska kolonija ustanovljena leta 27 pred našim štetjem pod imenom Castra Taurinorum in kasneje Julia Augusta Taurinorum (sodobni Torino). Oba Livij in Strabon  omenjata Taurinsko državo kot tudi enega od prelazov v Alpah, kar kaže na širšo uporabo imena v zgodnjih obdobjih.

### Rimsko obdobje
V 1. stoletju pred našim štetjem, verjetno 28 pred našim štetjem, so Rimljani ustanovili vojaški tabor (Castra Taurinorum), kasneje posvečeno Avgustu (Augusta Taurinorum). Tipično romansko omrežje ulic je še vedno mogoče zaslediti v modernem mesto, še posebej v okolici znani kot Quadrilatero Romano (Rimska kvadrilaterala). Via Garibaldi sledi natančnemu poteku poti rimske mestne decumanus, ki se je začela na Porta Decumani, kasneje vključena v Castello ali Palazzo Madama. Porta Palatina na severni strani sedanjega mestnega središča so še vedno ohranjena v parku v bližini stolnice. Ostanki gledališča iz rimskega obdobja so ohranjeni v območju Manica Nuova. Torino je imel v tistem času približno 5000 prebivalcev, vsi so živeli znotraj visokega mestnega obzidja.

### Srednji vek
Po padcu Zahodnega Rimskega cesarstva, so mesto osvojili Heruli, nato Ostrogoti, Bizantinci, Langobardi, nato Franki s Karlom Velikim (773). Contea di Torino (grofija) je bila ustanovljena v 940-ih in je bila v lasti dinastije Arduinic do leta 1050. Po poroki Adelaide Susa z Umberta Belorokega sinom Otom, je pridobila nadzor družina grofov Savojskih. Grofovski naslov grofov Torina (1092-1130 in 1136-1191) so jim podeljevali torinski knezoškofi. Leta 1230-1235 je bilo gospostvo pod markizom Montferratom. Ob koncu 13. stoletja, ko je bilo priključeno vojvodini Savojski, je mesto štelo že 20.000 prebivalcev. Veliko vrtov in palač jr bilo zgrajenih v 15. stoletju, ko se je mesto močno preoblikovalo. Univerza v Torinu je bila ustanovljena prav v tem obdobju.

### Zgodnja moderna doba
Emmanuel Philibert, znan tudi pod vzdevkom Jekleni vodja, je Torino leta 1563 določil za glavno mesto Savojskega vojvodstva. Piazza Reale (danes imenovana Piazza San Carlo) in s Via Nuova (trenutno Via Roma) sta bili v prvi polovici 17. stoletja prvi razširjeni preko obzidja; v istem obdobju je bila zgrajena tudi Palazzo Reale (Kraljeva Palača Torinu). V drugi polovici tega stoletja je bila izvedena druga širitev obzidja, z gradnjo arkadne Via Pad, ki povezuje Piazza Castello z mostom čez Pad prek pravokotnega uličnega omrežja.
Leta 1706 so v bitki pri Torinu, Francozi 117 dni oblegali mesto, ne da bi ga osvojili. S pogodbo iz Utrechta je vojvoda Savojski pridobil Sicilijo, kmalu pridobil Sardinijo in del nekdanje Milanske vojvodine in bil povzdignjen v kralja. Tako je Torino postala prestolnica evropskega kraljestva. Arhitekt Filippo Juvarra je začel močno preoblikovati mesto. Torino je imel v tistem času okoli 90.000 prebivalcev.

### Pozna moderna doba do danes
Torino, tako kot ostali Piemont, je bil priključen francoskemu cesarstvu leta 1802. Mesto je tako postalo sedež prefekture departmaja Pad do padca Napoleona leta 1814, ko je bila obnovljena Kraljevina Piemont-Sardinija in Torino njegova prestolnica. V naslednjih desetletjih se je Kraljevina Piemont-Sardinija borila proti združitvi Italije. Leta 1861 je Torino postal prestolnica novo razglašene združene kraljevine Italije [18] in ostal to do leta 1865, ko je bila prestolnica preseljena v Firence in po osvojitvi papeške države leta 1870 nato v Rim. Leta 1871 je bil odprt železniški predor Fréjus, in Torino je postal pomembno prometno vozlišče med Italijo in Francijo. Mesto je imelo v tem obdobju 250.000 prebivalcev. Nekateri med najbolj znamenitimi objekti, kot so Mole Antonelliana, Egipčanski muzej, cerkev Gran Madre di Dio in Piazza Vittorio Veneto, so bili zgrajeni v tem obdobju. Pozno 19. stoletje je bilo tudi obdobje hitre industrializacije, zlasti v avtomobilskem sektorju. Leta 1899 je bil ustanovljen Fiat s sedežem v mestu, ki mu je sledila Lancia leta 1906. Leta 1902 je v mestu potekala Prva razstava mednarodna dekorativne umetnosti (Prima Esposizione Internazionale d'Arte Decorativa Moderna), ki jo pogosto obravnavajo kot vrhunec secesijskega oblikovanja, isti dogodek je mesto gostilo leta 1911. V tem času se je Torino povečal na 430.000 prebivalcev.
Po prvi svetovni vojni so zaostrene razmere prinesle val stavk in protestov delavcev. Leta 1920 je bila zasedena tovarna Lingotto Fiat. Fašistični režim je odpravil socialne nemire, prepovedal sindikate in zaprl socialistične voditelje, zlasti Antonia Gramscija. Po drugi strani pa je Benito Mussolini v veliki meri subvencioniral avtomobilsko industrijo, da je zagotavljal vozila za vojsko. Torino je bil zato cilj strateškega bombardiranja zavezniških sil med drugo svetovno vojno, kar je povzročilo veliko škodo industrijskim območjem. Zasedba Italije s strani zaveznikov se je začela z juga in v naslednjih dveh letih počasi napredovala proti severu, pri čemer severne regije Nemci in kolaboracionistične sile zasedali še nekaj let.
Torina niso zajeli zavezniki do konca spomladanske ofenzive leta 1945. Takrat so, na čelu z oklepno izvidniško enoto, brazilske skupine dosegle mesto, ki je bilo s strani italijanskih partizanov že osvobojeno, ki so začeli upor proti Nemcem 25. aprila 1945. 
V povojnih letih je bil Torino hitro obnovljen. Mestna avtomobilska industrija je imela ključno vlogo pri italijanskem gospodarskem čudežu v 1950-ih in 1960-ih, ki je pritegnil sto tisoč priseljencev v mesto, zlasti iz podeželskih južnih regij Italije. Število priseljencev je bilo tako veliko, da so za Torino dejali, da je »tretje južnoitalijansko mesto za Neapljem in Palermom«. Populacija kmalu v 1960-ih dosegel 1 milijon in leta 1971 najvišjo vrednost skoraj 1,2 milijona. Mesto je pridobilo vzdevek avtomobilska prestolnica Italije in Detroit Italije (Torino je pobraten z Detroitom leta 1998 ). V 1970-ih in 1980-ih je oljarsko in avtomobilsko industrijo kriza močno prizadela in mestno prebivalstvo je začelo strmo padati; v 30 letih je izgubilo več kot četrtino prebivalstva. Rast se je obrnila šele v zadnjih letih, ko je število prebivalcev naraslo iz 865.000 na nekaj več kot 900.000 do konca tega stoletja. Leta 2006 je Torino gostil zimske olimpijske igre.

## Geografija
Torino se nahaja v severozahodni Italiji. Obdan je na zahodni in severni strani s Alpami in na vzhodni strani z visokim hribovjem, ki je naravno nadaljevanje hribovja Monferrato. Štiri velike reke tečejo skozi mesto: Pad in trije njegovi pritoki, Dora Riparia (nekoč znana kot Duria Minor v času Rimljanov), Stura di Lanzo in Sangone.
Mesto se nahaja v vlažnem subtropskem podnebju (Köppnova podnebna klasifikacija Cfa). Zime so zmerno hladne, a suhe, poletja so blaga v hribih in precej vroča na ravnini. Dež pada predvsem spomladi in jeseni; v najbolj vročih mesecih je dež manj pogost, vendar so pogoste nevihte. V zimskih in jesenskih mesecih so obrežja rek v megli, ki je včasih zelo debela v ravninah, vendar redka v mestu, zaradi njegove lege ob koncu doline Susa.
Zaradi položaja na vzhodni strani Alp je vreme bolj suho kot na zahodni strani, zaradi učinka fena.
Najvišja temperatura doslej je bila 37,1 ° C, medtem ko je bila najnižja - 17,6 ° C.

## Uprava
Torino je razdeljen na 10 mestnih okrajev, lokalno imenovane circoscrizioni; ti ne ustrezajo nujno zgodovinskim predelom mesta, ki so se imenovali quartieri, rioni, borghi, borgate ali zone.
Današnji mestni okraji in današnja lokacija zgodovinskih središč znotraj njih je:
- Circoscrizione 1: Centro - Crocetta
- Circoscrizione 2: Santa Rita - Mirafiori Nord
- Circoscrizione 3: San Paolo - Cenisia - Pozzo Strada - Cit Torino - Borgata Lesna
- Circoscrizione 4: San Donato - Campidoglio - Parella
- Circoscrizione 5: Borgo Vittoria - Madonna di Campagna - Lucento - Vallette
- Circoscrizione 6: Barriera di Milano - Regio Parco - Barca - Bertolla - Falchera - Rebaudengo - Villaretto
- Circoscrizione 7: Aurora - Vanchiglia - Sassi - Madonna del Pilone
- Circoscrizione 8: San Salvario - Cavoretto - Borgo Po
- Circoscrizione 9: Nizza Millefonti - Lingotto - Filadelfia
- Circoscrizione 10: Mirafiori Sud

Župan Torinu je neposredno izvoljen vsakih pet let. Sedanji župan mesta je Chiara Appendino.
Mestni svet Torina je sestavljen iz 50 članov.

## Znamenitosti

### Mestno središče
Torinska zgodovinska arhitektura je pretežno baročna in je nastajala v času Kraljevine Italije. Glavna ulica v centru mesta, Via Roma, je bila zgrajena v času fašističnega obdobja (od 1931 do 1937) kot primer italijanskega racionalizma, ki je nadomestil prejšnje zgradbe prisotne na tem področju.
Via Roma teče med trgoma Piazza Carlo Felice in Piazza Castello. Zgradbe na odseku med Piazza Carlo Felice in Piazza San Carlo je oblikoval racionalistični arhitekt Marcello Piacentini. Ti bloki so bili zgrajeni v mrežastem sistemu z asketsko zgradbo v jasnem racionalističnem slogu, kot sta impresiven Hotel Principi di Piemonte in nekdanji Hotel Nazionale na Piazza CLN. Preddverja so zgrajena z neprekinjenim ogredjem in z značilnimi dvojnimi stebri, kot so tisti na Piazza San Carlo. Odsek ceste med Piazza San Carlo in Piazza Castello je bil zgrajen v eklektičnem slogu, z arkadami, značilnimi paladijevskimi ali serlianskimi tipi lokov. Danes je Via Roma ulica najbolj modnih butikov.
Via Roma prečka enega glavnih trgov v mestu: rezerviran za pešce Piazza San Carlo, zgrajen v 17. stoletju, delo Carla di Castellamonteja. Sredi trga stoji konjeniški spomenik vojvodi Emmanuelu Philibertu, znan tudi kot Caval ëd Brons (v lokalnem narečju - Bronasti konj). Spomenik prikazuje vojvodo kako vihti meč po bitki pri St. Quentinu. Arkade ob Piazza San Carlo gostijo najstarejše kavarne v mestu, kot sta Caffé Torino in Caffé San Carlo.
Na severnem robu Via Roma stoji Piazza Castello, obravnavan kot središče mesta. Delno rezerviran trg za pešce gosti nekatere pomembne zgradbe, kot so Palazzo Reale (nekdanja kraljeva hiša Savojcev), Palazzo Madama (kjer je bil včasih savojski senat in nekaj let, po združitvi Italije, italijanski senat), nekdanji baročni Teatro Regio di Torino (obnovljen v sodobnem slogu leta 1960, potem ko je bil požgan) in Biblioteca Reale (Kraljeva knjižnica), ki hrani avtoportret  Leonarda da Vincija. Poleg tega so na Piazza Castello zgradbe iz fašističnega obdobja, Torre Littoria, neke vrste nebotičnik, ki naj bi postal sedež fašistične stranke, čeprav to nikoli ni bil. Slog zgradbe je precej drugačen od baroka Piazza Castello. Na trgu so redno razne prireditve, koncerti v živo in podobno.
Južni del ulice Via Roma se konča na Piazza Carlo Felice in s parkom Giardino Sambuy', širok ograjenim parkom desno sredi trga. Nasproti Piazza Carlo Felice stoji monumentalna fasada železniške postaje Porta Nuova, osrednja postaja v mestu zgrajena med letoma 1861 in 1868 po načrtih arhitekta Alessandra Mazzucchettija. Potniška zgradba je bila obnovljena, v njej je nakupovalni center in učinkovitejše pisarne za potniške storitve. Še vedno je primer monumentalne arhitekture, s svojim dostojanstvenim preddverjem in nekaterimi baročnimi znamenitostmi, kot so Sala Reale - nekdanja kraljeva čakalnica.
V Piazza Castello konvergira nekaj glavnih ulicah mestnega središča. Med njimi je ena najpomembnejših arkadna Via Po, zgrajena leta 1868, delo Amedea di Castellamonteja in vsebuje nekaj zanimivih zgradb, kot prva in izvirna zgradba Univerze v Torinu in zgodovinski Caffè Fiorio, ki je bila najljubša kavarni politikov 19. stoletja. Via Po se konča na Piazza Vittorio Veneto (preprosto imenovan Piazza Vittorio), največji baročni trgi v Evropi in danes center torinskega nočnega življenja. Piazza Vittorio ima najbolj modne bare in ne daleč od tu, vzdolž reke Pad, na nabrežju Murazzi, je bilo več barov in nočnih klubov, do pred nekaj leti, odprtih do jutra.
Vzporedno z Via Romas sta drugi dveh priljubljeni ulici za pešce in sicer Via Lagrange in Via Carlo Alberto, ki prečkata staro mestno jedro od Via Po so Corso Vittorio Emanuele II. Njuna nedavna ureditev v območje za pešce je izboljšala prvotni trgovalni utrip. Predvsem Via Lagrange je pred kratkim povečala prisotnost luksuznih butikov. V tej ulici je tudi  Egipčanski muzej, muzej, ki hrani eno največjih zbirk egiptovskih starin zunaj Egipta.
Via Lagrange in Via Carlo Alberto prečkata dva pomembna mestna trga. Bivši Piazza Carignano, ki je znan predvsem za valoviti konkavno - konveksno – konkavni baročni fasadi Palazzo Carignano. Ta zgradba se je uporabljala za delovanje Parlamento Subalpino (kraljevi parlament, ki je bil nekaj let tudi italijanski parlament) in je danes v njej Muzej Risorgimento. Na trgu je tudi Teatro Carignano, dobro ohranjeno baročno gledališče. Via Carlo Alberto prečka Piazza Carlo Alberto, velik trg z zadnjo fasado Palazzo Carignano, v eklektičnem slogu. Na drugi strani stoji monumentalna Biblioteca Nazionale (Narodna knjižnica).
Nedaleč od Via Pad stoji simbol Torina in sicer Mole Antonelliana, tako se imenuje po arhitektu, ki jo je oblikoval, Alessandru Antonelliju. Gradnja se je začela leta 1863 kot judovska sinagoga. Danes je v zgradbi Narodni muzej filma in pravijo, da je s 167 metri najvišja muzejska zgradba na svetu. Zgradba je upodobljena na italijanskem kovancu za 2 centa.
Takoj za Piazza Castello stoji Torinska stolnica, posvečena sv. Janezu Krstniku, ki je sedež torinske nadškofije. Zgrajena je bila v letih 1491-98 in stoji v bližini starejšega zvonika (1470). Prizidana k stolnici je kapela sv. Prta, prostor, kjer hranijo Torinski prt. Kapela je bila dozidana med 1668-94, in jo je zasnoval Guarino Guarini. Bazilika Corpus Domini je bila zgrajena za praznovanje domnevnega čudeža, ki se je odvijal v mestu leta 1453, ko je vojaku, ki je nosil monštranco in držal sveti zakrament, ta padel na tla, medtem ko je hostija ostala v zraku. Sedanja cerkev, zgrajena leta 1610, je zamenjala prvotno kapelo, ki je stala na istem kraju, in je delo Ascania Vitozzija.
Ob stolnici stojijo Palatinska vrata (Porta Palatina ), stara rimsko-srednjeveška struktura, ki je služila kot eno od štirih rimskih mestnih vrat vzdolž mestnega obzidja Torina. Ta vrata so omogočala dostop iz severa do cardo maximus, tipične druge glavne ulice rimskega mesta. Palatinska vrata so med najbolje ohranjenimi rimskimi ostanki v severni Italiji. V bližini je 51.300 kvadratnih metrov velik trg Piazza della Repubblica, največji odprt trg v Evropi, lokalno znan kot mercato di Porta Palazzo (Porta Palazzo ali Porta Pila - zgodovinska in lokalna/domača imena tega področja).
Zahodno od Palatinskih vrat stoji Quadrilatero Romano (rimski štirikotnik), pred kratkim obnovljena stara srednjeveška četrt. Za sedanjo sosesko so značilne ozke ulice in številne srednjeveške zgradbe, danes pa priljubljene za bare in majhne trgovine lokalnih obrtnikov. Središče Quadrilatero je Piazza Emanuele Filiberto.
Južno od Quadrilatero Romano se nahaja Via Garibaldi, še ena priljubljena mestna ulica. Dolga je 1 km, rezervirana za pešce, med Piazza Castello in Piazza Statuto, ima nekaj starih trgovin. Velik trg Piazza Statuto je še en primer baročnega trga z arkadami.

Še ena glavna ulica v centru je Via Pietro Micca, ki se začne na Piazza Castello in se konča na velikem Piazza Solferino. Ulica se nadaljuje v Via Cernaia do Piazza XXV Dicembre, kjer stoji nekdanja potniška železniška postaja Porta Susa, prestavljena leta 2012 nekoliko bolj proti jugu. Zgradba nove in večje postaje se nahaja med Corso Bolzano in Corso Inghilterra in je primer sodobne arhitekture (300 metrov dolga in 19 metrov visoka, iz stekla in jeklene konstrukcije). Porta Susa je trenutno osrednja mednarodna postaja za hitre vlake v Pariz in je postala osrednje vozlišče železniškega prometa v mestu. Je tudi postaja za lokalne vlake (Ferrovie Metropolitane), nacionalne vlake in vlake visokih hitrosti.
V neposredni bližini Via Cernaia stoji Cittadella, ki se nahaja v parku Andrea Guglielminetti. Kar je ostalo od stare srednjeveške in moderne utrdbe mesta, je izhodiščna točka za ogled starih podzemnih rovov pod mestom.

### Glavne cerkve
Santuario della Consolata – cerkev Marije tolažnice – je manjša bazilika in zelo obiskano romarsko svetišče. Stoji na mestu samostana sv. Andreja iz 10. stoletja in je Guarinijevo delo. Bila je razkošno obnovljena leta 1903. 
Zunaj mesta so: 
- bazilika Marije Pomočnice, ki jo je zgradil sv. Janez Bosco,
- Gran Madre zgrajena leta 1818 v spomin vrnitve kralja Vittoria Emanuela I. in
- Santa Maria del Monte (1583), na Monte dei Cappuccini.

V hribih nad mestom bazilika Superga ponuja pogled na Torino z zasneženimi Alpami v ozadju. V baziliki so grobnice mnogih savojskih vojvod, kot tudi mnogih kraljev Sardinije. Baziliko je mogoče doseči s pomočjo zobate železnice iz predmestja Sassi. Zgradil jo je Amadej II. Savojski kot ex voto za osvoboditev Torina (1706) in je služila kot kraljevi mavzolej do leta 1772. 

## Demografija
V letu 2009 je v mestu živelo okoli 910.000 ljudi, kar je znatno več kot ob popisu leta 2001. Ta rezultat je posledica vse večjega priseljevanja iz južne Italije in tujine. Približno 13,5 odstotkov (122.946) prebivalstva sestavljajo tujci; največ jih prihaja iz Romunije (51.017), Maroka (22.511), Albanije (9.165), Kitajske (5.483) in Moldavije (3.417). Kot v mnogih severnoitalijanskih mestih, je velik delež upokojencev. Okoli 18 odstotkov prebivalstva je mlajših od 20 let, medtem ko je 22 odstotkov starejših od 65 let.  Populacija na urbanem območju Torina znaša 1,7 milijona prebivalcev, četrto v Italiji, medtem ko ima metropolitansko območje 2,2 milijona prebivalcev. Povprečna starost je 43,7. 

## Gospodarstvo
Torino je glavni avtomobilski, letalski in vesoljski center v Italiji, sedež Fiata (Fabbrica Italiana Automobili Torino), ki je del skupine Fiat Chrysler Automobiles, šeste največje avtomobilske družbe na svetu. Leta 2008 je mesto ustvarilo BDP 68 milijard $, kar ga uvršča na 78 mesto med najbogatejšimi mesti na svetu po kupni moči in 16. v Evropi, glede na PricewaterhouseCoopers.
Druga podjetja, ki delujejo v Torinu so še: Maserati, Lancia, Alfa Romeo, Iveco, Pininfarina, Bertone, Sparco, Italdesign Giugiaro, General Motors, New Holland, Comau, Magneti Marelli, Graziano Oerlikon, Ghia, Fioravanti (avtomobilska industrija), Rai (nacionalna RTV), Intesa Sanpaolo (banka), Reale Mutua, Kappa (moda), Lavazza (kava), Martini & Rossi (pijača), Ferrero SpA (hrana).
Mesto je znano tudi po svoji letalski industriji Alenia Aeronautica, Thales Alenia Space in Avio. Mednarodna vesoljska postaja moduli Harmony, Columbus, Tranquility, kot tudi Cupola in vse MPLMs so bili proizvedeni v Torinu. Prihodnji evropski raketoplan Ariane 5 bo voden iz Torina z novo NGL družbo, hčerinsko podjetje EADS (70%) in oddelek Leonardo-Finmeccanica (30%).

## Kultura

### Turizem
V Torinu, nekdanji prestolnici Kraljevine Sardinije in Kraljevine Italije, je več kraljevih rezidenc. Poleg kraljeve palače iz 17. stoletja, zgrajene za Fils de France (hči Francije) -  Kristino Marijo Francosko (uradno prebivališče Savojcev do 1865), obstajajo številne palače, rezidence in gradovi v centru mesta in v okoliških krajih. V Torinu se nahajajo: Palazzo Chiablese, kraljeva orožarna, kraljeva knjižnica, Palazzo Madama, Palazzo Carignano, Villa della Regina in grad Valentino. Kompleks rezidenc kraljeve hiše Savojcev v Torinu in v bližnjih mestih Rivoli, Moncalieri, palača Venaria, Agliè, grad Racconigi, grad Stupinigi, Pollenzo in Govone so bile razglašene za svetovno dediščino UNESCO-a leta 1997. V zadnjih letih je Torino postal vse bolj priljubljena turistična destinacija
 Egipčanski muzej v Torinu je specializiran za arheologijo in antropologijo, zlasti umetnost starega Egipta. Muzej predstavlja eno največjih zbirk egiptovskih starin zunaj Egipta. Leta 2006 ga je obiskalo več kot 500.000 ljudi.  Muzej orientalske umetnosti je še ena pomembnih azijskih umetniških zbirk v Italiji. 
Drugi muzeji so še: Lutkovni muzej, Museo Nazionale dell'Automobile, Muzej človeške anatomije Luigi Rolando in Museo Nazionale della Montagna (Narodni planinski muzej).
Mesto hrani znameniti Torinski prt: bombažno krpo, ki ima odtisnjeno podobo človeka, za katerega se zdi, da je utrpel telesne poškodbe na način, skladen s križanjem. Hranijo ga v kraljevi kapeli stolnice svetega Janeza Krstnika v centru mesta. Izvor in podobe so še vedno predmet intenzivnih razprav med znanstveniki, teologi, zgodovinarji in raziskovalci. Verjamejo, da je upodobitev Jezusa Kristusa še vedno sporna, saj se zdi, da zadostna količina zgodovinskih in znanstvenih dokazov podpira idejo, da je ali pa ni obraz Jezusa. Kljub temu, da je simbol verske pobožnosti in je eden glavnih mestnih simbolov in turističnih znamenitosti.
Po tem ko je bilo mesto dolgo časa le nepomembno, je leta 1559 vojvoda Emmanuel Philibert Savojski Torino razglasil za glavno mesto svojega ozemlja. Vojvoda je načrtoval preoblikovanje mesta v glavno umetniško in kulturno središče, zato so v naslednjih stoletjih številni umetniki prihajali zadelom na Savojski dvor, predvsem arhitekti in načrtovalci, kot so Carlo di Castellamonte in njegov sin Amedeo, Guarino Guarini in v 18. stoletju Filippo Juvarra in Benedetto Alfieri.
Za slikarstvo in vizualne umetnosti je Torino postal referenčna točka še posebej v 20. stoletju. Leta 1920 je slikar Felice Casorati navdihnil številne študente, ki so se poimenovali Skupina šestih iz Torina (Carlo Levi, Henry Paolucci, Gigi Chessa, Francis Menzio, Nicola Galante in Jessie Boswell). Umetniki, rojeni v Torinu vključno kipar Umberto Mastroianni in arhitekt Carlo Mollino. Med letoma 1960 in 1970 je mednarodni center v Torinu (Arte povera) predstavil mestu umetnike kot Alighiero Boetti, Mario Merz, Giuseppe Penone Piera Gilardi in Michelangelo Pistoletto. V teh letih je imel močan umetniški vpliv oblikovalec Armando Testa.

### Operna hiša
Ena od teh je bila Teatro Regio di Torino, kjer je imel leta 1896 Giacomo Puccini premiero svoje opere La bohème. Gledališče je pogorelo leta 1936 in bilo obnovljeno po drugi svetovni vojni.

### Kuhinja
Torinska podjetja s čokolado, poleg več različnih vrst čokolade, izdelujejo tipično čokolado imenovano Gianduiotto, poimenovana po Gianduju, lokalni maski Commedia dell'arte. Poleg tega je mesto znano tudi po tako imenovanem bicerinu, tradicionalnem toplem napitku iz espresso kave, pitne čokolade in polnomastnega mleka postreženo v več plasteh v majhnem zaobljenem kozarcu. Vsako leto Torino organizira CioccolaTO, dvotedenski festival čokolade z glavnimi proizvajalci piemontskih čokolad, kot so Caffarel, Streglio, Venchi in drugi, kot tudi nekatera velika mednarodna podjetja kot so Lindt & Sprüngli.
Kot prigrizek je priljubljen tramezzini (vrsta sendviča) prvič postrežen v zgodovinski kavarni v centru mesta Torina imenovani Caffè Mulassano, kjer so jih oblikovali leta 1925 kot alternativo za angleški čajni sendvič. V zadnjih letih je nastala še ena blagovna znamka pijače, MoleCola, italijanska Coca-Cola, ki je začela s proizvodnjo v letu 2012 in se hitro razširila tudi poItaliji in zunaj svoje domovine.
Lokalna kuhinja ima tudi posebno vrsto pice imenovane pizza al padellino ali pizza al tegamino, ki je v bistvu majhna, z debelo skorjo in debelo oblogo in je na voljo v več picerijah v Torinu.

## Mednarodni odnosi
Torino je pobraten z: 
| - Evropa - Chambéry, Francija - Köln, Nemčija - Esch-sur-Alzette, Luksemburg - Glasgow, VB - Liège, Belgija - Lille, Francija - Rotterdam, Nizozemska - Sankt Peterburg, Rusija - Tirana, Albanija. - Volgograd, Rusija | - Amerike - Campo Grande, Brazilija - Córdoba, Argentina - Detroit, ZDA - Rosario, Santa Fe, Argentina - Quetzaltenango, Gvatemala - Salt Lake City, ZDA | - Azija - Betlehem, Palestina - Gaza, Palestina - Hajfa, Izrael - Nagoja, Japonska - Šenjang, Kitajska |

Sodeluje tudi z:
| - Bacău, Romunija - Barcelona, Španija - Lyon, Francija - Cannes, Francija - Gwangju, Južna Koreja - Harbin, Kitajska - Šenzen, Kitajska - Vancouver, Kanada - Zlín, Češka - Bogotá, Kolumbija | Okrožja 6 mestnih okrožij Torina je pobratenih z: - Bagneux, Hauts-de-Seine, Francija |